# 白艻县
白艻县，中国古代县份，位于今新疆维吾尔自治区吐鲁番市鄯善县一带。

## 地名起源
“白艻”因物产而得名，《梁书·高昌传》作白力，《北史·高昌传》作白棘，可能此地盛产白棘，因而该居民点被命名为白艻。

## 历史
白艻位于吐鲁番盆地的东面，东面隔戈壁与伊吾相望，北接往山北的通道，是需要加强防守的重镇。
十六国前凉建兴十五年（东晋成帝咸和二年，公元327年），前凉戊己校尉赵贞谋叛，西平公张骏遣西域长史李柏将其击败并抓捕，将原戊己校尉辖区改为高昌郡，高昌郡下辖高昌、田地、白艻等县，镇守伊吾关、高梧谷口。麴氏高昌时，北魏宣武帝景明二年（501年），田地县升为田地郡，下辖田地县、白艻县和酒泉县。
唐代改名为蒲昌县，并为县治所在地。

## 相关记载
出土文书中，兵曹掾张预义和年间（431—433年）《条往守白艻人名文书》中，有大批百姓因未输租，被罚“各谪白艻守十日”的记载。其他《条往守白艻人名文书》中也有记载犯规百姓被罚到白艻，如“右五人坐阅马逋，有谪白艻”。

## 备注
1. ↑  现代汉语中，“艻”字仅用于“萝艻”一词；根据《康熙字典》，该字在用作树木名时，与“棘”同音，指羊矢枣